# Нина Спирова
Нина Спирова (Прилеп, 26. октобар 1938 — Коштунићи, 11. септембар 2020), била је југословенска и македонска певачица.

## Биографија
Била је једна од највећих звезда македонске музике. Годинама је била у самом врху југословенске забавне музике, мада никада није била хит певач. Њене песме нису биле једноставне, нити су се могле чути на улици како их неко звиждуће али је била истински популарна, а њене гласовне могућности никада нису биле оспораване. 
1962. године на фестивалу у Опатији, песмом Еден бакнеж осваја прву награду, а већ 1963. године на Београдском пролећу постиже нови успех са песмом Експрес у три. Како то обично буде, путеви славе и успеха су непредвидиви. Одједанпут, све добро крене и траје, али ако настане дужа пауза људи брзо заборављају, што није мимоишло ни Нину. Певала је у реномираним ресторанима са групом истакнутих уметника, међу којима су били: Живан Милић, Драгољуб Лазаревић, Ивана Пандуревић... Снимила је велики број песама забавне музике, али су остале упамћене и њене интерпретације староградских и традиционалних песмама. Са музичке сцене се повукла осамдесетих година.
Рођена је као Нина Спиркоска, али заједно са супругом Богомилом Гјузелом, скраћују презимена очева и уметнички се осамостаљују.
Задње година живота провела је у Коштунићима. Била је блиска пријатељица са једном мештанком из Коштунића која је радила у Америци, а када је отишла у пензију, вратила се у Коштуниће што је привукло и Нину Спирову да се ту настани. Статус истакнутог уметника имала је у Србији, одакле је и примала пензију. У Коштунићима је и умрла 11. септембра 2020. године, а сахрањена 13. септембра 2020. године. 

## Фестивали
Опатија:
- Роден крај / Еден бакнеж (алтернација са Зораном Георгиевим), победничка песма, '62
- Далеко од љубави (алтернација са Арсеном Дедићем) / Брегој од надеж (алтернација са Зораном Георгијевим), '63
- Детство / Песна на вљубените (дует са Живаном Милићем), '64
- Во една пролет / Купи ми мало цвијећа, '65
- Чекала сам те, '67
- Никада те срести нисам смела, '73
- Молци и ти, '75
- Камбаната селска (Вече шансона и слободних форми), '78
- Дал' ке дојде едно писмо, '85

Београдско пролеће:
- Експрес у три, '63
- Бела хризантема, '64
- Због свега оног што је било, '73

Сплит:
- Кад се врати брод, '67

Југословенски избор за Евросонг:
- Девојка и песма, друго место (подела са Ладом Лесковаром) / Разделба, Београд '66
- Елегија, Скопље '68
- Благодарам, Загреб '69

Скопље:
- Езеро мое, прва награда стручног жирија и награда за интерпретацију, '69
- Жолта липа, '71
- На овој ден, победничка песма (поделила прво место са Гоце Николовским), '73
- Жалба јас чудна имам, '74
- Љубов од минатото, '79